# Altitudo divini consilii
La Bula Papal Altitudo divini consilii es un documento oficial católico firmado por Paulo III en el siglo XVI donde se expresa la forma de evangelización y conversión sobre los indígenas de los pueblos autóctonos. 

## Antecedentes
Con motivo de la evangelización del Nuevo Mundo, en 1537, Paulo III prohibió la esclavización de los indios, defendió la racionalidad de los mismos, en cuanto que son hombres; declaró que tenían derecho a su libertad, a disponer de sus posesiones y, a la vez, a abrazar la fe, que debía serles predicada con métodos pacíficos, que evitaran todo tipo de crueldad. 

## Descripción
El papa Paulo III emitió una serie de instrucciones sobre la forma correcta de aplicar los sacramentos, la exhortación, exorcismo, unción, en especial el bautismo, a los indígenas de Nueva España.
También trata sobre la poligamia entre los indígenas, explicando la forma de regularizar las uniones. Los días de abstención y ayuno, los ritos de natividad, resurrección y cuaresma.